# Кастель-Гвельфо-ди-Болонья
Кастель-Гвельфо-ди-Болонья (итал. Castel Guelfo di Bologna) —  коммуна в Италии, располагается в регионе Эмилия-Романья, подчиняется административному центру Болонья.
Население составляет 3731 человек (на 2005 г.), плотность населения составляет 124 чел./км². Занимает площадь 28 км². Почтовый индекс — 40023. Телефонный код — 0542.
Покровительницей коммуны почитается святая Агнесса Римская, празднование 21 января.